# Tchantchès (planetoïde)
(4440) Tchantchès is een planetoïde in de hoofdgordel met een omlooptijd van 972,46 dagen (2,662 jaar).

## Ontdekking en naamgeving
4440 Tchantchès is op 23 december 1984 ontdekt door de Belg François Dossin. De planetoïde is genoemd naar het Luikse folkloristische personage Tchantchès. 